# 英利アルフィヤ
英利 アルフィヤ（えり あるふぃや、ウイグル語: ئارفىيە ئابلەت、中国語: 英利阿丽菲亚、ウズベク語: Eri Alifiya / Эри Алифия、1988年〈昭和63年〉10月16日 - ）は、日本の政治家。自由民主党所属の衆議院議員（2期）、外務大臣政務官。元国連・日銀職員。
なお、現在の戸籍上の氏名は英利アリフェヤーである（詳細は後述）。

## 経歴

### 日銀入行前
1988年10月16日、福岡県北九州市戸畑区で生まれた。父は東トルキスタンの流れを組む新疆ウイグル自治区出身であり、母はウズベク系日本人である。1995年3月に北九州市の小倉カトリック幼稚園を卒業し、同年4月に北九州市の明治学園小学校に入学した。4年後の1999年に家族で日本に帰化した。同年夏から、父親の転勤に伴い中国（上海・広州）に移り、2006年6月に広州アメリカンインターナショナルスクール高等学部を卒業した。なお在学中には生徒会長を務めた。
2010年にジョージタウン大学外交政策学部国政政治学科を卒業し、ジョージタウン大学（ロシア・東欧・中央ユーラシア研究科）外交政策大学院の修士課程に進学。１年間大学院を休学し、上海の復旦大学で中国語を勉強した後、上海の銀行でインターンシップを経験。ジュネーブのWHOでインターンシップに参加し、中国の新疆ウイグル自治区のイリ・カザフ自治州で活動した。2012年5月に修士課程を修了した。

### 日銀・国連職員として

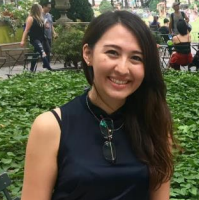
2018年

2012年7月に日本銀行に入行。国際局、仙台支店、金融機構局で勤務した。日銀では、IMF・世銀総会の事務局業務、東日本大震災後の復興状況調査、国際的な金融規制の見直し（バーゼルIII） への参画などを担当した。
2016年8月に外務省JPO試験の合格に伴い日銀を退職した。JPO任期満了後、ニューヨークの国連事務局に採用され、国連事務次長・管理局長室の調整担当官補、政務局アジア太平洋部の政務官、国連事務次長・安全保安局長室の国連事務次長補付プログラム担当官・調整担当官・国連事務次長補付特別補佐官を歴任した。2022年5月に国連を退職した。

### 政治家として
2022年7月10日投開票の2022年参議院議員通常選挙に自民党公認で比例代表から立候補したが、54,646票（党内28/33位-特定枠2名を含む-）で落選した。
2023年2月に自由民主党千葉県第5選挙区支部長に就任した。もともと千葉5区は薗浦健太郎の選挙区であったが、薗浦は前年12月に政治資金収支報告書の虚偽記載問題により辞職し、2025年12月までの3年間、公民権が停止されていた。そこで千葉県選出の石井準一参院議員は千葉県議を擁立しよう動いていたが、薗浦が所属していた派閥・志公会から「5区は麻生派の議席だ」との大反対があり、その結果として河野太郎が推したアルフィヤが支部長になった。
同年4月23日投開票で行われた千葉5区の衆議院議員補欠選挙にアルフィヤは自由民主党公認・公明党推薦候補として出馬。立憲民主党の矢崎堅太郎らを抑えて初当選を果たした。
2024年9月12日の自民党総裁選挙では、英利は同じ麻生派の河野太郎の推薦人になった。投票では、英利は1回目は河野に投票した。決選投票については、千葉日報の取材に対し、投票先を公表しなかった。
2024年10月27日に行われた第50回衆議院議員総選挙では千葉5区から再選を目指して立候補するも、立憲民主党の矢崎に約6,300票差で敗れ、小選挙区では落選するも、重複立候補していた比例南関東ブロックでは惜敗率90.32%で7議席中で3番手となり当選した。
同年11月13日、第2次石破内閣にて外務大臣政務官に就任。

## 人物
- 好きな食べ物はドーナツである。趣味は、一人旅、映画・演劇鑑賞、読書、散歩、ピクニックである[20]。
- 父親はウイグル系日本人でニトリの執行役員の英利アブライティ。23年間TOTOで働いていた。
- ウイグル人の子供は父親の下の名前を名字としている。そのため彼女の家族は全員名字が違った。日本に帰化する際に家族全員の同じ名字を作ることとなり、父方の曽祖父と、母方の曽祖父の名前が同じエリだったことから「えり」という読みの名字が決まった。漢字表記は「英利」である。中央アジア・シルクロードのルーツを持つ一家ということから、騎馬民族を象徴する「英雄」の「英」と、シルクロード時代からの国際的なビジネス文化を象徴する「利」で「英利」としたそうだと、本人は公式ブログで述べている[21]。
- 中国ではウイグル人であろうと、中国語表記で名前を登録しなければならず、生まれた時に「阿丽菲亚（ピンイン表記：Ālìfēiyà）」と登録された。そのため、日本に帰化した時も、そのまま戸籍の名前はカタカナで「アリフェヤー」となった。本来のウイグル語での読みに即した名前の発音は「アルフィヤ」であるため、本人は違和感を抱いていたと公式ブログで述べている[3]。このため、パスポートでは戸籍名の「アリフェヤー」、通称として「アルフィヤ」を使用している。また、ウイグル人の名前を中国語表記で登録することは「人間としての尊厳を奪われること」と主張している[3]。
- 2023年9月、TIMEによるタイム100（次世代の100人）の2023年版に、五ノ井里奈と共に選ばれた[22]。

## 政策・主張

### 憲法
- 憲法改正について、2023年のNHKのアンケートで「賛成」と回答[23]。
- 9条改憲について、2023年のNHKのアンケートで「賛成」と回答[23]。
- 憲法を改正し緊急事態条項を設けることについて、2023年のNHKのアンケートで「賛成」と回答[23]。

### 外交・安全保障
- 防衛費増額について、2023年のNHKのアンケートで「賛成」と回答[23]。
- 防衛費増額のための増税について、2023年のNHKのアンケートでは回答してない[23]。
- 反撃能力保有について、2023年のNHKのアンケートで「賛成」と回答した[23]。
- 非核三原則について、2023年のNHKのアンケートで「維持すべき」と回答した[23]。
- 「戦争をしないため」ということが外交の最たる目的との信念を持ち、そのためには憲法を改正し自衛隊の存在を明記すべきとしている[24]。

### ジェンダー
- 選択的夫婦別姓の導入に対して、2023年のNHKのアンケートで「賛成」と回答した[23]。
- 同性婚を法律で認めることに対して、2023年のNHKのアンケートで「どちらかといえば賛成」と回答した[23]。
- クオータ制の導入に対して、2023年のNHKのアンケートで「どちらかといえば賛成」と回答した[23]。

## 選挙
| 当落 | 選挙                     | 執行日         | 年齢 | 選挙区      | 政党       | 得票数    | 得票率 | 定数 | 得票順位 /候補者数 | 政党内比例順位 /政党当選者数 |
| ---- | ------------------------ | -------------- | ---- | ----------- | ---------- | --------- | ------ | ---- | ------------------ | ---------------------------- |
| 落   | 第26回参議院議員通常選挙 | 2022年07月10日 | 33   | 比例区      | 自由民主党 | 5万4645票 | 1.2%   | 50   | /                  | 28/18                        |
| 当   | 第49回衆議院議員補欠選挙 | 2023年4月11日  | 34   | 千葉県第5区 | 自由民主党 | 5万578票  | 30.58% | 1    | 1/7                | /                            |
| 比当 | 第50回衆議院議員総選挙   | 2024年10月27日 | 36   | 千葉県第5区 | 自由民主党 | 5万9636票 | 27.63% | 1    | 2/6                | 3/7                          |